# ラオカイ市
ラオカイ市（ベトナム語：Thành phố Lào Cai / 城庯老街?  発音）はベトナムのラオカイ省の省都である。

## 概要
ベトナム北西部、中華人民共和国河口ヤオ族自治県との国境付近の町。紅河と南渓河が交わる箇所にあり、ハノイの北西約260kmに位置する。ハノイから昆明に走る鉄道の途上にあり、交通と軍事上の要地であった。近年、鉄鉱石やリン灰石の採掘が始められ、カーバイドの工場や発電所もある。材木の市場がある市場都市である。

## 気候
ケッペンの気候区分では温帯夏雨気候である。ベトナムでも北側に位置するため、冬の気温は低く、10℃を下回る日もある。5月から9月までは最高気温が30℃を超え、暑くなり湿度も高い。夏の気温は西日本の平地と同じくらいである。
| ラオカイの気候         | ラオカイの気候 | ラオカイの気候 | ラオカイの気候 | ラオカイの気候 | ラオカイの気候 | ラオカイの気候 | ラオカイの気候 | ラオカイの気候 | ラオカイの気候 | ラオカイの気候 | ラオカイの気候 | ラオカイの気候 | ラオカイの気候 |
| 月                     | 1月            | 2月            | 3月            | 4月            | 5月            | 6月            | 7月            | 8月            | 9月            | 10月           | 11月           | 12月           | 年             |
| ---------------------- | -------------- | -------------- | -------------- | -------------- | -------------- | -------------- | -------------- | -------------- | -------------- | -------------- | -------------- | -------------- | -------------- |
| 最高気温記録 °C （°F） | 31.1 (88)      | 34.0 (93.2)    | 37.0 (98.6)    | 39.0 (102.2)   | 42.8 (109)     | 39.3 (102.7)   | 39.7 (103.5)   | 38.3 (100.9)   | 37.2 (99)      | 36.5 (97.7)    | 34.8 (94.6)    | 32.8 (91)      | 42.8 (109)     |
| 平均最高気温 °C （°F） | 20.7 (69.3)    | 21.7 (71.1)    | 25.0 (77)      | 28.7 (83.7)    | 31.7 (89.1)    | 32.3 (90.1)    | 32.2 (90)      | 32.2 (90)      | 31.4 (88.5)    | 28.5 (83.3)    | 25.4 (77.7)    | 22.6 (72.7)    | 27.7 (81.9)    |
| 日平均気温 °C （°F）   | 15.4 (59.7)    | 18.0 (64.4)    | 20.2 (68.4)    | 23.9 (75)      | 26.8 (80.2)    | 27.9 (82.2)    | 27.7 (81.9)    | 27.6 (81.7)    | 26.5 (79.7)    | 23.8 (74.8)    | 20.7 (69.3)    | 18.0 (64.4)    | 23.0 (73.4)    |
| 平均最低気温 °C （°F） | 13.2 (55.8)    | 14.4 (57.9)    | 17.2 (63)      | 20.3 (68.5)    | 22.9 (73.2)    | 24.4 (75.9)    | 24.5 (76.1)    | 24.2 (75.6)    | 23.2 (73.8)    | 20.5 (68.9)    | 17.3 (63.1)    | 14.2 (57.6)    | 19.7 (67.5)    |
| 最低気温記録 °C （°F） | 2.2 (36)       | 7.2 (45)       | 6.8 (44.2)     | 10.0 (50)      | 14.8 (58.6)    | 18.8 (65.8)    | 21.4 (70.5)    | 20.4 (68.7)    | 15.8 (60.4)    | 10.7 (51.3)    | 8.0 (46.4)     | 3.6 (38.5)     | 2.2 (36)       |
| 降水量 mm （inch）     | 14 (0.55)      | 38 (1.5)       | 56 (2.2)       | 117 (4.61)     | 219 (8.62)     | 219 (8.62)     | 301 (11.85)    | 339 (13.35)    | 243 (9.57)     | 116 (4.57)     | 59 (2.32)      | 24 (0.94)      | 1,745 (68.7)   |
| 平均降水日数           | 5              | 7              | 9              | 13             | 16             | 17             | 19             | 19             | 14             | 11             | 9              | 5              | 144            |
| % 湿度                 | 89.6           | 89.3           | 88.2           | 88.8           | 87.4           | 89.0           | 89.7           | 88.0           | 87.9           | 88.2           | 88.7           | 88.2           | 88.6           |
| 出典：NOAA             |                |                |                |                |                |                |                |                |                |                |                |                |                |

## 歴史
1979年に中越戦争の戦場となり、国境が閉鎖されたが1993年に再開した。

## 行政区画
以下の12坊5社を管轄する。
- バククオン坊（Bắc Cường / 北強）
- バクレン坊（Bắc Lệnh / 北怜）
- ビンミン坊（Bình Minh / 平明）
- コックレウ坊（Cốc Lếu / 谷老）
- ズィエンハイ坊（Duyên Hải / 沿海）
- キムタン坊（Kim Tân / 金新）
- ラオカイ坊（Lào Cai / 老街）
- ナムクオン坊（Nam Cường / 南強）
- フォーモイ坊（Phố Mới / 舖買）
- ポムハン坊（Pom Hán / 奔漢）
- トンニャット坊（Thống Nhất / 統一）
- スアンタン坊（Xuân Tăng / 春増）
- カムドゥオン社（Cam Đường / 甘棠）
- ドントゥエン社（Đồng Tuyển / 同選）
- ホプタイン社（Hợp Thành / 合城）
- ターフォイ社（Tả Phời / 左陪）
- ヴァンホア社（Vạn Hoà / 万和）

## 交通
- 国境の要衝であり、ラオカイ駅はハノイ・ラオカイ線の事実上終着点となっている。2014年3月、ハノイ市ノイバイ国際空港付近-ラオカイ間に約265キロメートルの高速道路が開通し、現在ラオカイおよびサパとハノイ中心部を4-5時間で結ぶ高速バスが運行されている。